# Плоцично (Західнопоморське воєводство)
Плоцично (пол. Płociczno) — село в Польщі, у гміні Тучно Валецького повіту Західнопоморського воєводства.
Населення — 355 осіб (2011).

## Демографія
Демографічна структура станом на 31 березня 2011 року:
|          | Загалом | Допрацездатний вік | Працездатний вік | Постпрацездатний вік |
| -------- | ------- | ------------------ | ---------------- | -------------------- |
| Чоловіки | 181     | 43                 | 123              | 15                   |
| Жінки    | 174     | 41                 | 98               | 35                   |
| Разом    | 355     | 84                 | 221              | 50                   |